# زردبند (شمیرانات)
زردبند یا زردبند لشگرک روستایی در بخش رودبار قصران شهرستان شمیرانات واقع در استان تهران در ایران است. این محله در ابتدای جاده لواسان-اوشان-فشم و انتهای دامنه گردنه قوچک قرار دارد. عبور رودخانه جاجرود و درختان متعدد، آب و هوای خنک، ییلاقی و دلچسبی به زردبند بخشیده است؛ بطوریکه آن را در زمره مناطق گردشگری استان تهران قرار داده است. به سبب آب و هوای مطبوع و موقعیت ممتاز زردبند، تعداد زیادی رستوران، کافه، چایخانه، قهوه‌خانه، سالن غذاخوری، تالار پذیرایی و عروسی و کافی شاپ در این محله در امتداد جاده لشگرک - فشم و رودخانه جاجرود قرار دارند که همه روزه به ویژه ایام تعطیل و مناسبت‌ها پذیرای صدها هزار گردشگر تهرانی می‌باشند.

## جمعیت
این محل در رودبارقصران قرار دارد و براساس سرشماری مرکز آمار ایران در سال ۱۳۸۵، جمعیت آن ۱۸۹ نفر (۶۷خانوار) بوده‌است.

## زبان
گیتی دیهیم در کتاب بررسی خرده‌گویش‌های منطقهٔ قصران به انضمام واژه‌نامهٔ قصرانی آورده است : البته زبان رایج در لالان مانند اوشان، فشم، میگون و لواسان، کاملاً تاتی نیست و زبان مازندرانی بسیار در آن نفوذ یافته است. گویش مردم لالان به گویش روستاهای امامه، زایگان، آبنیک، گرمابدر، میگون و شمشک در قصران بسیار نزدیک است. نفوذ مازندرانی در زبان تاتی قصران به این دلیل است که قصران در گذشته تحت حاکمیت طبرستان قرار داشته اما در تقسیمات کشوری معاصر جزو استان تهران محسوب می‌شود. حسین کریمان در جلد دوم کتاب قصران کوهسران آورده است :منطقه قصران باستانی شامل مناطق اوشان، فشم، شمشک، گاجره و روستاهای کوهپایه‌ای توچال تا مناطق غربی رودخانه جاجرود. زبان عمومی مردم قصران لهجه‌ای از زبان باستانی پهلوی است که زبان طبری یا مازندرانی، که از ریشه‌ی زبانهای دیرین ایرانی است، و عربی و اندکی ترکی، بدان درآمیخته و از زبان دری نیز در قرون اسلامی تاثیر یافته است، و هر چه از ری به مازندران نزدیک تر شوند بر میزان لهجه‌ی مازندرانی به همان نسبت افزوده می‌شود، چنانکه در لهجه‌ی میگون و شهرستانک و لالان و زایگان و روته و گرمابدر و شمشک و دربندسر لهجه‌ی مازندرانی  غلبه دارد .